# The Boys (bài hát của Girls' Generation)
"The Boys" là bài hát của nhóm nhạc nữ Hàn Quốc Girls' Generation, và là ca khúc chủ đạo nằm trong album phòng thu thứ ba cùng tên của nhóm. Ba phiên bản của bài hát được phát hành đồng thời là phiên bản tiếng Hàn, tiếng Nhật và phiên bản tiếng Anh.

## Tổng quan
Single của The Boys được phát hành trên toàn thế giới thông qua iTunes vào ngày 18 tháng 10 năm 2011 và một maxi-single sẽ được phát hành vào ngày 19 tháng 11, năm 2011 tại Hoa Kỳ.

## Đánh giá
Katherine St Asaph từ Popdust sẽ cho "The Boys" 3,5 ngôi sao trên 5 ngôi sao, cho rằng bài hát thiếu một đoạn điệp khúc đáng nhớ. Jen Erenza từ trang blog chính thức của Ryan Seacrest thì khen ngợi nó, cho rằng bài hát này các fan của 9 cô gái phải nghe.

## Quảng bá
Bắt đầu từ ngày 26 tháng 9 năm 2011, hình ảnh của các thành viên đã được phát hành trực tuyến, giới thiệu một khái niệm câu chuyện cổ tích, thông qua hình ảnh của mỗi người.
Girls' Generation đã bắt đầu quảng bá cho "The Boys" vào ngày 21 tháng 10 năm 2011 cùng với bài hát "Mr. Taxi" trên Music Bank.
Girls 'Generation cũng bắt đầu quảng bá cho "The Boys" phiên bản tiếng Anh tại Quảng trường Madison Square ở thành phố New York trong tour SMTown World Tour '10 vào ngày 23 tháng 10 năm 2011.

## MV

Girls' Generation trong MV "The Boys". Hàng trên (từ trái sang phải): Yuri, Taeyeon, Sooyoung, Yoona, Seohyun, Hyoyeon, Sunny. Hàng dưới: Jessica, Tiffany.

MV bắt đầu bằng cảnh Yoona cầm lên một tinh thể màu đen. Các máy ảnh quay phóng to vào đá và cho thấy các thành viên khác đi bộ xung quanh trong khu vực với cánh hoa hồng rơi xuống trong chuyển động chậm, cùng với Jessica thả một chim bồ câu trắng. Bài hát bắt đầu và các cô gái bắt đầu vũ điệu trong một căn phòng màu đen và trắng thời và trong một bầu không khí sương mù với cát trên mặt đất. Phần giữa bài hát thì Yuri, Yoona, Hyoyeon, và Sooyoung thực hiện phần bắn rap. Đến cuối MV, máy quay tập trung vào một chim bồ câu bay chậm ra hiệu. MV kết thúc với các cô gái đặt ra bên trong các tinh thể màu đen trong khi các cánh hoa hồng tiếp tục rơi.
MV này chỉ trong 6 ngày kể từ khi SM Entertainment đăng lên, đã đến đến con số 10 triệu người, và hiện đang có một tỉ lệ ủng hộ là 83%, dựa trên số lượng thích và không thích..

## Xếp hạng
| Chart                        | Peak position |
| ---------------------------- | ------------- |
| Gaon Singles chart           | 1             |
| Gaon Local Singles chart     | 1             |
| Gaon Streaming Singles chart | 1             |
| Gaon Download Singles chart  | 1             |
| Gaon Mobile Ringtone chart   | 2             |

## Danh sách bài hát
- Tải kĩ thuật số[4]

1. "The Boys" - 3:46
2. "The Boys" (Phiên bản không lời) - 3:46